# Helga Mračnikar
Helga Mračnikar, früher Mratschnigger, (* 8. August 1953 in Klagenfurt, Österreich) ist eine österreichische Slawistin, Verlegerin, Supervisorin und Übersetzerin slowenischer Literatur. Sie ist Kärntner Slowenin.

## Leben
Mračnikar besuchte das Bundesgymnasium für Slowenen in Klagenfurt und studierte an der Universität Salzburg u. a. Slawistik und Pädagogik. 1981 promovierte sie mit einer Arbeit zur Kärntner-slowenischen Kultur- und Literaturzeitschrift mladje. 
Ab 1973 unterrichtete sie Deutsch als Fremdsprache an Volksschulen der Stadt Salzburg. Ab 1981 lebte sie zeitweise in Ljubljana. Im Jahr 1985 nahm sie Lehraufträge am Institut für Vergleichende Literaturwissenschaft der Universität Klagenfurt wahr. Nachdem sie in der verlagseigenen Buchhandlung Drava-Naša knjiga zuerst als Aushilfe beschäftigt war, übernahm sie 1986 die Leitung der Buchhandlung und 1987 schließlich des Drava-Verlags, den sie bis 2002 leitete. 1996 ließ sie die ursprüngliche Eindeutschung ihres Familiennamens Mratschnigger amtlich berichtigen. Heute ist Mračnikar als Supervisorin tätig und lebt in der Nähe von Klagenfurt. Sie ist mit dem Soziologen und Psychologen Klaus Ottomeyer verheiratet und hat eine Tochter, die Filmemacherin Andrina Mračnikar.

## Tätigkeit als Übersetzerin
Mračnikar übersetzte gemeinsam mit Peter Handke von Oktober 1979 bis November 1980 den Roman Der Zögling Tjaž (sl. Zmote dijaka Tjaža) des Kärntner slowenischen Schriftstellers Florjan Lipuš. Anlass dafür war Handkes Wunsch, die slowenische Sprache, die ihm aus seiner Kindheit vertraut war, erneut zu erlernen. Handkes Kärntner Großeltern mütterlicherseits hatten Slowenisch gesprochen, außerdem hatte er bis zum Ausscheiden aus dem Internat in Tanzenberg Slowenischunterricht besucht.  Mračnikar, die damals in Salzburg Deutsch als Fremdsprache unterrichtete, wurde ihm als Lehrerin empfohlen und entschied sich für das gemeinsame Übersetzen als Lehrmethode. Als einen der zu übersetzenden Texte wählte sie Lipuš' Roman aus. Handke schlug dem damaligen Leiter des Residenz Verlages Wolfgang Schaffler bald die Veröffentlichung der Romanübersetzung vor und stieß auf Gehör.
Die Übersetzung verlieh der Kärntner slowenischen Literatur durch Handkes Konsekration einen enormen Bekanntheitsschub. Obwohl an zahlreichen Stellen zu lesen ist, dass Handke den größten Anteil an der Übersetzung selbst habe, und Mračnikars Name in Rezensionen und anderen Texten oft verschwiegen wird, erfolgte die Übersetzung dialogisch, in enger Zusammenarbeit. Urška P. Černe bezeichnet Mračnikar als »erste und letzte sinnstiftende Instanz« bei der Übersetzung.
Neben der Übersetzung von Lipuš' Roman übersetzte Mračnikar nur noch sporadisch, zuletzt 2011 den Roman Alle aßen Sushi von Eva Petrič (gemeinsam mit Jasmin Goritschnig).

## Publikationen

### Übersetzungen
- mit Jasmin Goritschnig: Petrič, Eva (2011): Und alle aßen Sushi. Klagenfurt/Celovec, Wien: Drava. (sl. Original: Vsi so jedli suši)
- Petrič, Eva (2009): Dieser Raum ist eine Schachtel. Gedichte. Klagenfurt/Celovec: Drava. (sl. Original: Ta prostor je škatla)
- Frankl, Liesl (1984): Kdor ljubi, ne tepe. Mi in naši otroci. Celovec: Mohorjeva založba. (dt. Original Liebe statt Hiebe)
- Levstik, Fran (1983): Martin Krpan. Klagenfurt, Drava, Triest: Editoriale Stampa Triestina. (sl. Original: Martin Krpan)
- Möderndorfer, Vinko (1982): Divja jaga / Die wilde Jagd. Koroška narodna pripovedka / Kärntner Volkssage. Celovec/Klagenfurt: Mohorjeva/Hermagoras.
- Lipuš, Florjan (1981): Der Zögling Tjaž. Salzburg, Wien: Residenz. (sl. Original Zmote dijaka Tjaža) Neuauflagen: 1997, 2007, 2016.

### Andere Veröffentlichungen
- 2010: mit Ottomeyer, Klaus: „Psychodrama in Dar es Salaam“, in: Ottomeyer, Klaus/Preitler, Barbara/Spitzer, Helmut (eds.) Look I am a foreigner. Interkulturelle Begegnung und psychosoziale Praxis auf fünf Kontinenten. Klagenfurt, Wien: Drava (DravaDiskurs), 88–109.
- 2009: mit Reuter-Mayring, Ursula: Ena, dva, tri – mali slovarček / Eins, zwei, drei – ein kleines Wörterbuch / Uno, due, tre - un piccolo vocabolario. Klagenfurt: Haček.
- 2008: mit Ottomeyer, Klaus: „Was machen eigentlich SupervisorInnen? Supervision und Gesellschaftskritik“, in: Krall, Hannes/Mikula, Erika/Jansche, Wolfgang (eds.) Supervision und Coaching. Praxisforschung und Beratung im Sozial- und Bildungsbereich. Wiesbaden: VS Verlag für Sozialwissenschaften, 79–94.
- 2003: mit Busch, Thomas, Verdel, Marjan u. Sticker, Slavko: „In Bewegung / V teku časa“ [übers. v. Domej, Meta], in: Drava. Petdeset let in več / Fünfzig Jahre und mehr. Klagenfurt/Celovec: Drava Verlag/Založba Drava, 3–4.
- 2000: mit Ottomeyer, Klaus: "Identität, Ethnizität, Trauma – Minderheiten in Österreich." In: Eisenbach-Stangl, Irmgard. Das äußere Und Innere Ausland. Fremdes in Soziologischer Und Psychoanalytischer Sicht. Wien: WUV. 161–176.
- 1988: „Prevod in prevajanje. Z vidika slovenske literature in situacije na avstrijskem Koroškem“, in: Naši razgledi 378, 624–625.
- 1981: (als Mratschnigger, Helga) Die Kärntner-Slowenische Literatur- und Kulturzeitschrift "Mladje – literatura in kritika". Salzburg: Dissertation